# Olog-hai
Los olog-hai son una de las razas de ficción creadas por J. R. R. Tolkien. Tan sólo son mencionados en los apéndices de El Señor de los Anillos.
Olog-hai es una palabra compuesta de dos vocablos en lengua negra: olog, que significa troll, y hai, que significa gente o pueblo.
Del mismo modo que sucede con los Uruk-hai, si bien Olog-hai significa pueblo Troll de una forma genérica, es utilizado para definir específicamente a la raza de trolls más poderosos creados por Sauron.
Eran trolls feroces, salvajes, fuertes y más duros que la piedra, pero ágiles y astutos, tanto que incluso se sostenía que eran una raza de orcos gigantes; pero los olog-hai eran muy diferentes de los orcos, incluso de los más grandes, a quienes sobrepasaban en tamaño y fuerza. A diferencia de los trolls ordinarios, podían soportar la luz directa del Sol sin convertirse en piedra, siempre y cuando estuvieran bajo el dominio de la voluntad de Sauron. Hablaban muy poco y la única lengua que conocían era la Lengua Negra, aprendida probablemente de los orcos.
Sin embargo, lo que estaba fuera de toda duda era su creación por Sauron, a partir de uno u otro linaje: en ellos residía parte de la maldad de su creador. Aparecieron a finales de la Tercera Edad del Sol en el sur del Bosque Negro y en las fronteras montañosas de Mordor; no habían sido vistos nunca antes en la Tierra Media. 
Durante la Guerra del Anillo portaban escudos redondos, espadas negras y yelmos, aparte de una armadura que se unía a su dura piel de escamas.
En El Señor de los Anillos: el retorno del Rey, durante la batalla del Morannon, Aragorn combate contra un olog-hai.